# Gudhems församling
Gudhems församling är en församling i Falköpings och Hökensås kontrakt i Skara stift. Församlingen ligger i Falköpings kommun i Västra Götalands län och ingår i Stenstorps pastorat. 

## Administrativ historik
Församlingen har medeltida ursprung. 
Församlingen utgjorde troligen till 1360 ett eget pastorat för att därefter till 1962 vara moderförsamling i pastoratet Gudhem, (Östra) Tunhem och Ugglum. Från 1962 till 1989 var den moderförsamling i pastoratet Gudhem, Östra Tunhem, Ugglum, Broddetorp, Hornborga, Sätuna, Bolum och Bjurum, från 1989 till 1997 moderförsamling i pastoratet Gudhem, Östra Tunhem, Ugglum, Broddetorp och Bjurum. Från 1998 ingår den i pastorat med Stenstorps församling som moderförsamling. Församlingen införlivade 2006 Östra Tunhems församling, Ugglums församling och Bjurums församling och församlingen är från 2006 annexförsamling i pastoratet Stenstorp, Hornborga, Dala-Borgunda-Högstena (före 2010 Dala, Borgunda och Högstena församlingar) och Gudhem.

## Kyrkor
- Gudhems kyrka
- Östra Tunhems kyrka
- Ugglums kyrka
- Bjurums kyrka